# Мільйон у шлюбному кошику
«Мільйо́н у шлю́бному ко́шику» (рос. «Миллион в брачной корзине») — український радянський художній фільм 1985 року, знятий режисером Всеволодом Шиловським на  Одеській кіностудії. Фільм знятий за мотивами п'єси італійських авторів Джуліо Скарніччі і Ренцо Тарабузі «Моя професія — синьйор з вищого світу».

## Сюжет
Аферист Леонідо Папагатто блискуче освічений, розумний і енергійний. Але, незважаючи на всі хитрощі, він ніяк не може вибитися зі злиднів. Ця обставина штовхає Леонідо на створення комітету з надання матеріальної підтримки бідним сім'ям. Природно, першою стає його власна сім'я.

## У ролях
- Олександр Ширвіндт — Леонідо Папагатто (в титрах — Леоніда)
- Софіко Чіаурелі — Валерія
- Галина Соколова — Матильда
- Ігор Богодух — Антоніо
- Лариса Удовиченко — Ілона
- Ольга Кабо — Ф'єрелла
- Олексій Яковлєв — Нікколо
- Анатолій Хостікоєв — Раймондо
- Олена Амінова — графиня
- Семен Фарада — Велутто
- Валентин Нікулін — Алессандро
- Микола Гринько — дід Симеоне
- Леонід Оболенський — барон
- Олександр Пермяков — посильний
- Франческа Перепльотчикова

## Вокал
- Валентин Нікулін
- Софіко Чіаурелі

## Знімальна група
- Сценарій і постановка: Всеволод Шиловський
- Оператори-постановники: Вадим Авлошенко, Микола Івасів
- Художник-постановник: Наталя Ієвлева
- Композитор: Ілля Катаєв
- Звукооператор: Ганна Подлєсна
- Режисер: В. Вінніков
- Монтаж: Ірина Блогерман
- Костюми: Віолетта Ткач
- Грим: Вікторія Курносенко
- Декоратор: Людмила Ромашко
- Комбіновані зйомки:
  - оператор — Всеволод Шлемов
  - художник — Геннадій Лотиш
- Асистенти:
  - режисера — З. Нечаєнко, В. Луценко, М. Ткачук, А. Єремєєв
  - художника — Є. Однолько, М. Бебель
  - оператора — С. Ковальов, І. Шевченко
- Пісня на вірші: Бориса Дубровіна, Галини Соколової
- Редактор: Неллі Некрасова
- Музичний редактор: Олена Вітухіна
- Консультант: Л. Самохвалов
- Оркестр Держкіно СРСР, диригент Костянтин Крімець